# Eriostethus nodatus
Eriostethus nodatus là một loài tò vò trong họ Ichneumonidae.